# Culcua albopilosa
Culcua albopilosa är en tvåvingeart som beskrevs av Matsumura 1916. Culcua albopilosa ingår i släktet Culcua och familjen vapenflugor.
Artens utbredningsområde är Taiwan. Inga underarter finns listade i Catalogue of Life.